# Croatian Juniors 2008
Das Croatian Juniors 2008 fand als bedeutendstes internationales Nachwuchsturnier von Kroatien im Badminton vom 17. bis zum 19. Oktober 2008 in Poreč statt.

## Sieger und Platzierte
| Disziplin    | Gold                              | Silber                            | Bronze                                 |
| ------------ | --------------------------------- | --------------------------------- | -------------------------------------- |
| Herreneinzel | Matevž Bajuk                      | Luka Wraber                       | Matthias Bertsch                       |
| Herreneinzel | Matevž Bajuk                      | Luka Wraber                       | Adrian Dziółko                         |
| Dameneinzel  | Petra Petranović                  | Eliška Maixnerová                 | Belinda Heber                          |
| Dameneinzel  | Petra Petranović                  | Eliška Maixnerová                 | Elisabeth Baldauf                      |
| Herrendoppel | Jacek Kołumbajew Patryk Szymoniak | Matevž Bajuk Matthias Bertsch     | Niklas Dufour Hugo Pettersson          |
| Herrendoppel | Jacek Kołumbajew Patryk Szymoniak | Matevž Bajuk Matthias Bertsch     | Maciej Poulakowski Michał Zachewicz    |
| Damendoppel  | Elisabeth Baldauf Belinda Heber   | Ewa Piotrowska Aneta Wojtkowska   | Eliška Maixnerová Iva Majstorović      |
| Damendoppel  | Elisabeth Baldauf Belinda Heber   | Ewa Piotrowska Aneta Wojtkowska   | Katarzyna Macedońska Justyna Pasternak |
| Mixed        | Adrian Dziółko Ewa Piotrowska     | Patryk Szymoniak Aneta Wojtkowska | Hugo Pettersson Frida Berzelius        |
| Mixed        | Adrian Dziółko Ewa Piotrowska     | Patryk Szymoniak Aneta Wojtkowska | Luka Rebolj Živa Repše                 |